# Moussa Ouattara (basket-ball)
Moussa Ouattara, né le 5 avril 1988, est un basketteur burkinabé à la retraite. Il a évolué en deuxième division belge avec l'ASTE Kain et le CEP Fleurus.
Il a représenté l'équipe nationale de basket-ball du Burkina Faso à l' AfroBasket 2013 à Abidjan, en Côte d'Ivoire, où il a mené son équipe aux points, rebonds, passes décisives et interceptions.